# Saurauia biserrata
Saurauia biserrata là một loài thực vật có hoa trong họ Dương đào. Loài này được (Ruiz & Pav.) Spreng. miêu tả khoa học đầu tiên năm 1827.